# El Porvenir (Panama)
El Porvenir – stolica comarki Kuna Yala, położona na wyspie o tej samej nazwie w archipelagu San Blas w północnej części Panamy. Na wyspie znajduje się lotnisko (kod IATA:PVE), muzeum plemienia Kuna, hotel, budynki rządowe oraz spółdzielnia rękodzielnicza. W języku Kuna nazwa wyspy i osady brzmi: Gaigirgordup. Trasę lotniczą pomiędzy stolicą Panamy a El Porvenir obsługuje Air Panama.